# Mount Baleen
Mount Baleen är ett berg i Antarktis. Det ligger i Västantarktis. Argentina, Chile och Storbritannien gör anspråk på området. Toppen på Mount Baleen är 910 meter över havet, eller 408 meter över den omgivande terrängen. Bredden vid basen är 4,1 km.
Terrängen runt Mount Baleen är huvudsakligen kuperad. Trakten är obefolkad. Det finns inga samhällen i närheten.